# Batalla del río Lico
La batalla del Lico fue un enfrentamiento militar ocurrido en el año 66 a. C. entre las tropas de la República romana, dirigidas por el procónsul Cneo Pompeyo Magno, y las del Reino del Ponto, acaudilladas por el rey Mitrídates VI, en el contexto de la tercera guerra mitridática. El encuentro, que tuvo lugar cerca del río Lico, en Jonia (actual Turquía), se saldó con una fácil victoria romana con pocas bajas para estos. Mitrídates VI se suicidaría más tarde, dando fin a la guerra.

## Antecedentes
Después del invierno del 67 a. C., Mitrídates VI acampó cerca de Gaciura, frente al legado Gayo Valerio Triario. Su plan era provocarlo y vencerlo antes que llegara el procónsul de Asia, Lucio Licinio Lúculo. Finalmente, Triario cayó en la trampa y su ejército fue destruido en Zela.
Pronto se aproximó el procónsul y parecía que pronto vencería al monarca, pero Mitrídates VI se retiró a las alturas de Talauro, en la Armenia Inferior. También su aliado, el rey Mitrídates de Media atacó a las legiones cuando estaban dispersas y mató a muchos legionarios y estalló un motín en el ejército. Dos legiones (reclutadas originalmente por el cónsul Lucio Valerio Flaco dos décadas antes), que daban problemas desde el asedio de Nisibis cuando estaban ociosas, con abundancia de suministros y sin un oficial de alto grado al mando. Tal era su comportamiento que fueron relevadas de su servicio. Entonces el cuñado de Lúculo, Publio Clodio Pulcro, encabezó un motín. Los hombres habían escuchado que el cónsul Manio Acilio Glabrión se aproximaba a relevar a Lúculo. En consecuencia, le perdieron el respeto a su comandante porque ya no era más que un ciudadano privado. Además, según Apiano, su reemplazó envió heraldos anunciando que el Senado declaraba que Lúculo continuaba la guerra inútilmente y que todo soldado que lo acompañara sería despojado de su botín.
El procónsul quedó perplejo, primero porque el procónsul de Cilicia, Quinto Marcio Rex, le negó la ayuda que le solicitó. No sabía si levantar el campamento, aunque no tuviera propósito, pero tampoco en reprimir la insurrección. Finalmente, decidió marchar contra Tigranes II de Armenia, esperando poder atacarlo cuando estuviera cansado por la marcha. Sin embargo, el ejército sólo lo acompañó hasta un punto donde el camino conectaba con una ruta que llevaba a Capadocia, luego tomó rumbo al Oeste sin esperar orden; las legiones reclutadas por Valerio desertaron por completo al saber de su desmovilización. Así, Lúculo, un general exitoso pero que siempre debió lidiar con su levantisco ejército, simplemente vio como lo abandonaban. Solamente se quedaron con él los soldados demasiado pobres como para temer el castigo. Según Dion Casio les exigía mucho pero nunca supo ganar su afecto con muestras de cariño, entregándoles honores o repartiendo el botín. Estos legionarios vieron el motín como una justa consecuencia de sus sufrimientos.
Mitrídates VI aprovechó para reconquistar y fortificar todo el Ponto e invadir Capadocia, devastándola sin que ni Lúculo, Acilio o Marcio hicieran algo por defenderla. Destaca Acilio, quien deseaba reemplazar al procónsul, pero al enterarse del motín prefirió demorarse en Bitinia. Marcio dijo que no pudo ayudar porque sus soldados se negaron, pero si recibió a Clodio, quien había abandonado al ejército por miedo a Lúculo, y lo puso al mando de la flota. Poco después se aprobó la Ley Manilia, propuesta por el tribuno de la plebe Cayo Manilio y con el apoyo de Publio Licinio Craso y Cayo Julio César. Así Cneo Pompeyo Magno se volvió procónsul de Cilicia y Bitinia y quedó a cargo de la campaña contra Tigranes II y Mitrídates VI.

## Campaña

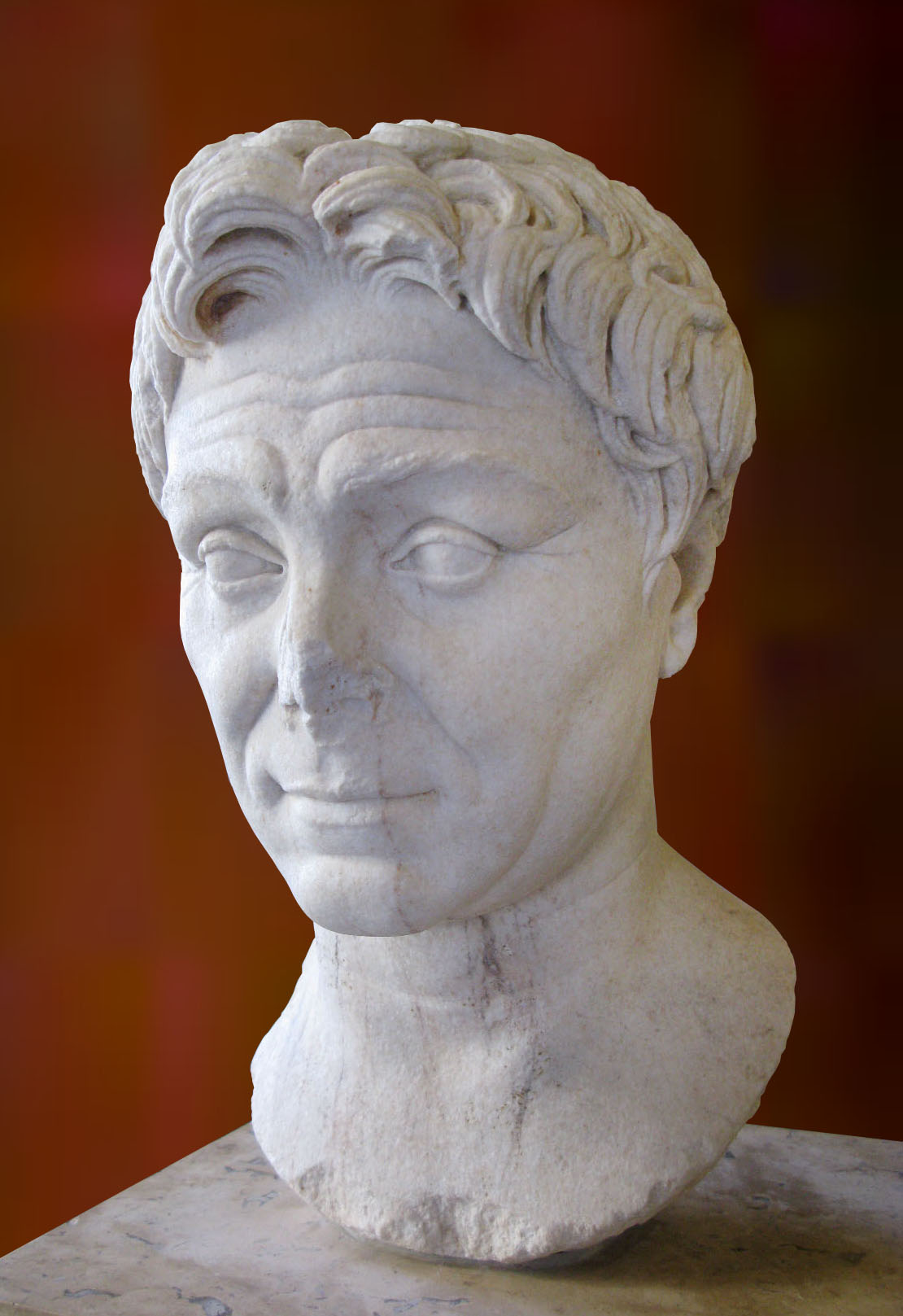
Busto de Pompeyo.

Pompeyo estaba en Cilicia preparándose para ir a Creta para reemplazar a Quinto Cecilio Metelo Crético cuando le llegó la noticia del decreto. Fingió estar molesto al principio, pero en realidad estaba feliz, pues la isla no era importante para él. De inmediato hizo los preparativos y envió a un tal Metrófanes a negociar con Mitrídates VI. El rey del Ponto ignoró al embajador, pues esperaba contar con el respaldo del rey Fraates III de Partia, pero Pompeyo fue más hábil y rápidamente convenció al arsácida de invadir Armenia. Alarmado, Mitrídates VI intentó negociar una tregua, pues, mientras estaban en Ponto, un país devastado por Lúculo y donde había pocas provisiones, muchos de sus soldados desertaron. El monarca capturó a los que pudo y los quemó vivos, los crucificó o les sacó los ojos. El procónsul exigió que entregara las armas y a los desertores romanos, pero en el campamento del rey había demasiados romanos y estos temían su suerte de ser entregados, lo mismo los guerreros de otras naciones, pues no querían luchar sin ellos. Se inició un motín pero el rey consiguió controlarlos al mentirles, diciéndoles que envió a los embajadores sólo a espiar y no a negociar.
Pompeyo decidió que debía luchar y volvió a enlistar a las legiones de Flaco. En Galatia se encontró con Lúculo, quien declaró que no había necesidad de una nueva expedición, pero no convenció a Pompeyo. Entonces, Lúculo insultó al procónsul acusándolo de entrometido y codicioso de botín y guerra, pero este último lo ignoró, declarando que nadie debía hacerle caso y siguió su marcha contra Mitrídates VI. Luego distribuyó la flota para proteger las costas desde Fenicia hasta el Bósforo. Plutarco afirma que acusó a Pompeyo «salía a pelear contra una imagen y sombra de guerra, siguiendo su costumbre de posarse, como un pájaro carroñero perezoso, sobre los cuerpos que otros habían matado, y despedazar los restos dispersos de las guerras», pues sus victorias sobre Quinto Sertorio, Marco Emilio Lépido y Espartaco en realidad se las habría robado a Quinto Lutacio Cátulo, Quinto Cecilio Metelo Pío y Publio Licinio Craso respectivamente, y ahora le hacía lo mismo a él.
El ejército póntico se apoderó de una colina, acampando frente a los romanos. Usaban a su caballería para atacar a los forrajeadores romanos, esperando privarlos de alimentos, mientras Mitrídates VI no tenía que preocuparse, pues estaba entre sus súbditos; en esos momentos, las deserciones aumentaron entre los romanos y aliados. El procónsul decidió no atacar la colina y se retiró a un campo rodeado de bosques, neutralizando así a los jinetes y arqueros enemigos. Fue entonces cuando decidió preparar una emboscada. Con su caballería se aproximó al campamento póntico, atacando y huyendo, desordenado a los guerreros y atrayéndolos al lugar preciso, donde les masacró. El desastre involucró principalmente a la caballería, hubiera sido total y los romanos hubieran atacado después el campamento, pero Mitrídates VI hizo avanzar a su infantería y los romanos se retiraron. Después de la victoria, Pompeyo pudo recolectar provisiones en paz.
Dion Casio dice que monarca se retiró porque su ejército era más pequeño, devastando todo a su paso en una táctica de tierra arrasada, pero cuando Pompeyo avanzó hacia Armenia, debió marchar ahí también para evitar su conquista. Apiano afirma que el rey, debilitado por las pocas provisiones, se retiró y dejó a las legiones entrar en Ponto, esperando debilitarlas al estar en un país tan devastado, pero Pompeyo fue previsor, estableciendo fuertes cada 25 kilómetros para proteger a las caravanas que le trajeran suministros desde el mar.

## Ejércitos enfrentados
Según Apiano, el ejército póntico se componía de 30 000 infantes y 3000 jinetes. Plutarco da números similares, 30 000 infantes y 2000 jinetes. La mayoría de sus soldados eran desertores romanos y asiáticos reclutados recientemente; el núcleo de esta fuerza era su caballería.
En cambio, las tropas de Pompeyo suelen ser estimadas en unos 50 000 efectivos. Destacaban las tres legiones aportadas por Marcio (unos 15 000 legionarios) en Cilicia y las dos reclutadas por Valerio; también había numerosos soldados aportados por los reinos asiáticos aún aliados de Roma, destacando la caballería gálata. Su superioridad numérica alarmó a Mitrídates VI, quien intentó lograr un tratado de paz sin éxito, y luego intentó negarles los suministros a los romanos. Pompeyo prefería tener una amplia ventaja numérica, lo que implicaba problemas de organización y suministros, pero que demostró ser capaz de solucionar.

## Batalla
No existe un único relato de la batalla y las fuentes disponibles difieren vastamente, por lo que se han puesto por separado. No sobrevivió la versión de Tito Livio, pero de un epitome (resumen) se sabe que creía que fue una batalla nocturna y que después el rey huyó al Bósforo.

### Dion Casio

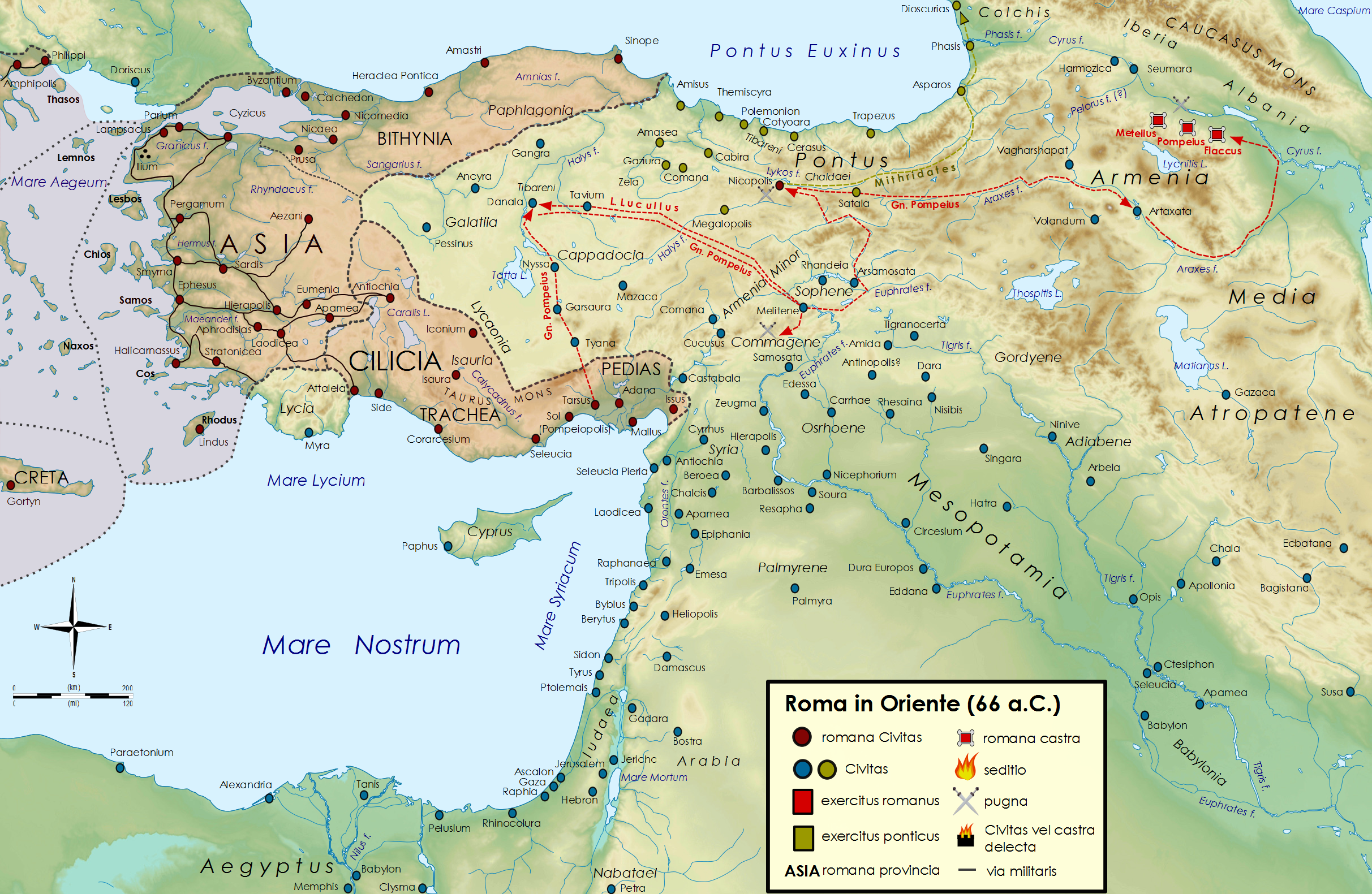
Mapa de las campañas del año 66 a. C.. En rojo los movimientos de Lúculo y Pompeyo y en verde los de Mitrídates VI.

Pompeyo se adueñó de la región armenia de Anaitis e incorporó a las legiones de Marcio, lo que intimidó a Mitrídates VI, quien se retiró de noche para unirse a Tigranes II, haciendo toda la marcha de noche. Pompeyo lo siguió deseoso de dar batalla, pero no hubo ningún encuentro, pues de día los pónticos se quedaban en su campamento, y de noche los romanos no se movía por miedo a una emboscada en terreno desconocido. Así, aprovechó una ocasión que los pónticos descansaban al mediodía para adelantarse y llegar antes a un sitio por donde sabía que pasarían, un desfiladero entre colinas. Dispuso a sus hombres en el terreno elevado y espero. Cuando los pónticos entraron sin tomar precauciones, creyendo que los romanos ya no les seguían, el procónsul atacó.
Los trompeteros tocaron sus instrumentos y los soldados gritaron, golpeando sus lanzas con sus escudos o sus implementos de bronce con las rocas. El estruendo fue espantoso en las colinas y los pónticos se aterraron, pues no se esperaban algo así. Los romanos les arrojaron piedras, flechas y jabalinas desde las alturas, matando a muchos y arrinconando al resto. Como los pónticos estaban en formación de marcha, no de batalla, se movían entre los carromatos tanto guerreros como no combatientes que les acompañaban, sumando al caos los caballos y camellos en estampida. La situación era caótica, pues jinetes, carros de guerra y carromatos se amontonaban, haciéndolos blancos fáciles para herir. La situación continuó hasta que a las legiones se les acabaron los proyectiles, entonces cargaron cuesta abajo, masacrando a los enemigos fácilmente, pues muchos no tenían armas. Primero derrotaron a los extremos de la columna y luego rodearon y aplastaron al centro. Muchos pónticos murieron aplastados o pisoteados por sus compañeros y tanto arqueros como jinetes, sin espacio para luchar como debían, era víctimas fáciles. Toda la lucha se desarrolló en oscuridad total hasta que salió la luna, lo que dio ánimos a los pónticos de que los romanos se retirarían, pero estos últimos tenían la luna a sus espaldas y sólo parecían sombras a los ojos de los pónticos. Sin saber bien dónde estaban sus enemigos, los pónticos armados lanzaban golpes al aire o se acercaban demasiado a las sombras. Así muchos murieron o fueron capturados, pero también fue grande el número de fugitivos, incluyendo el rey.

### Apiano

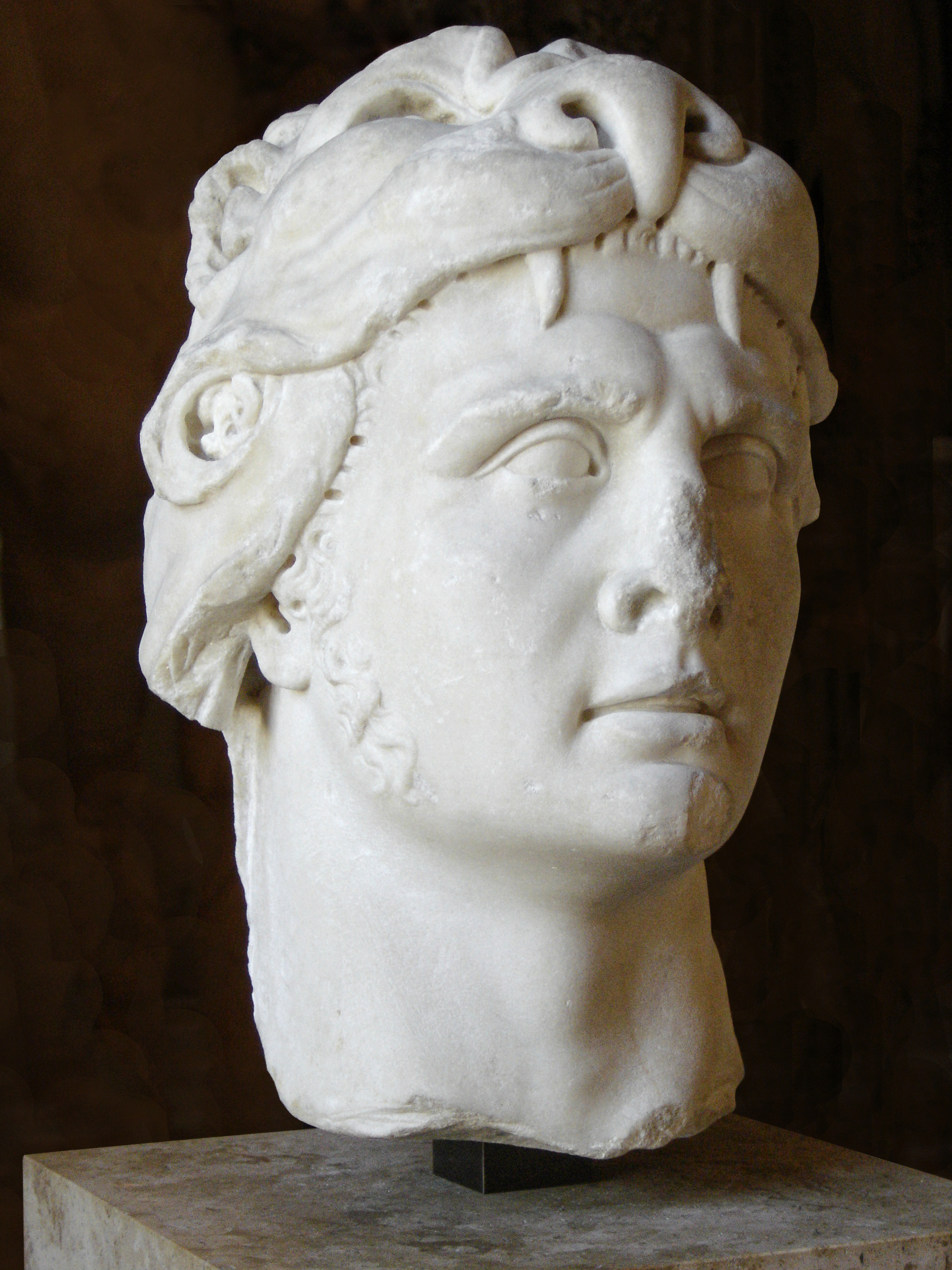
Busto de Mitrídates VI.

Mitrídates VI llegó a un punto que debió sacrificar a sus animales de carga hasta que sólo le quedaron los caballos y suministros para 50 días. Entonces decidió retirarse durante la noche en silencio, por malos caminos, pero durante el día Pompeyo atacó a su retaguardia. Los amigos del rey lo instaron a luchar, pero él no quiso e hizo retroceder al enemigo con su caballería. Luego, al llegar la noche, se retiró a un bosque. A la jornada siguiente tomó una fuerte posición en una colina por donde se podía subir solo por un camino, destacando una avanzada de 4 cohortes para defenderlo. Entonces, los romanos decidieron establecer tropas en el sector para impedir su escape.
Finalmente, al día siguiente comenzó la batalla. Las avanzadillas de ambos ejércitos entablaron pequeñas escaramuzas y algunos jinetes pónticos se unieron a la lucha sin sus monturas ni órdenes, pero al ver que venían refuerzos para las avanzadillas romanas, estos jinetes decidieron volver a su campamento por sus monturas. Sin embargo, cuando se aproximaron al campamento sus compañeros los vieron aproximarse a toda prisa y creyeron que habían sido vencidos, comenzando a arrojar sus armas y correr de un lado a otro. Como no había más salida, muchos saltaron por el precipicio en su desesperación. Luego Pompeyo se dedicó a matar o capturar a los que quedaron atrapados en el lugar.

### Plutarco
Inicialmente, Mitrídates VI se atrincheró en una montaña de difícil ascenso pero la abandonó creyendo que no tenía fuentes de agua. Luego el procónsul la ocupó, y juzgando por su vegetación y canales en las laderas se dio cuenta de que debía haber agua. Ordenó a sus soldados cavar pozos y encontró abundantes fuentes. A continuación, Pompeyo puso sitio al nuevo campamento póntico y lo rodeó con un muro, manteniéndose un asedio de 45 días, tras los cual Mitrídates VI se retiró con los soldados sanos, matando a los enfermos. Sin embargo, los romanos lo alcanzaron cerca del Éufrates y nuevamente ambos bandos acamparon muy cerca. Temiendo que su enemigo cruzara el río de noche, Pompeyo hizo que sus tropas formaran para la batalla y avanzó a la base rival a medianoche.
Justo en aquel momento, el rey habría tenido un sueño donde navegaba por el mar Negro y estaba a la vista del Bósforo, saludando a sus compañeros de viaje por llegar a destino feliz. De repente, se vio solo y rodeado de despojos. Fue entonces cuando sus oficiales lo despertaron, avisándole de que Pompeyo se acercaba. Debió salir a organizar a sus guerreros para la defensa, algo de lo que se percató el procónsul, que empezó a considerar no intentar un asalto en la oscuridad sino que rodear el campamento para evitar una nueva fuga y esperar al día para atacar. Sin embargo, los oficiales veteranos suplicaron a Pompeyo que atacara de inmediato y el romano cedió, pues la luz de la luna permitía distinguir a los soldados enemigos. Este último factor fue una ventaja decisiva para los romanos, pues la luz lunar le llegaba a sus espaldas, provocando que sus sombras se vieran desde mucho más lejos, lo que impedía a los pónticos calcular bien la distancia, haciendo que erraran el blanco al arrojar sus jabalinas. Los legionarios, al ver esto, cargaron con fuertes gritos, atemorizando a sus enemigos hasta hacerlos huir.
Mitrídates VI cargó con 800 jinetes contra el enemigo, pero pronto se dispersaron y quedó con apenas 3 compañeros.

## Consecuencias
El ejército póntico fue completamente aniquilado, dejando 10.000 muertos en el lugar. El rey logró escapar con unos pocos asistentes, entre ellos una concubina llamada Hipsicratea, mujer que demostró tal valor en la campaña que la apodaba Hipsícrates. Ella iba vestida como persa y no mostró cansancio en ningún momento, cuidando personalmente del rey y su caballo. Pronto reunió a algunos jinetes y 3.000 infantes con los que huyó al fuerte Simorex o Simora, donde había acumulado un gran tesoro. A estos fieles les dio la paga de un año y sus ropas más caras en recompensa. Luego tomó 6.000 talentos y se refugió en el Alto Éufrates. Mitrídates VI le pidió ayuda a Tigranes II, pero sus embajadores fueron arrestados porque el príncipe armenio Tigranes el Joven se había rebelado contra su padre, y Tigranes II acusaba a Mitrídates VI de apoyarlo por ser su nieto. Así, Tigranes II le prohibió entrar en Armenia y el rey del Ponto huyó a Cólquida, enfrentándose en el camino a la gente de Chotene e Iberia.
De ahí a Meotis y al Bósforo Cimerio, reclutando a heniocos y escitas y atacando a las colonias griegas en la zona. Ahí hizo que su hijo Macares, quien gobernaba ahí y se había aliado con Roma, fuera asesinado por sus propios lugartenientes a cambio de dinero e inmunidad. Otros dicen que Macares huyó a Quersoneso, donde se suicidó.
El viejo rey empezó a planificar un plan más osado. Marcharía por Tracia, Macedonia y Panonia, luego cruzaría los Alpes e invadiría la península itálica. Para ello logró capturar varias fortalezas de su reino del Bósforo, reunir una gran flota de guerra y 60 cohortes de 6.000 hombres cada una (360.000 plazas). Sin embargo, fue un gobernante abusivo, que impuso una conscripción obligatoria e impuestos altos a sus súbditos, quienes se cansaron de él y una a una las fortalezas y ciudades se alzaron. Finalmente, Mitrídates VI pidió ayuda a los escitas, pero se dio cuenta de que no podía esperar su llegada, pensó en huir a la Galia para atacar Italia como Aníbal Barca, pero sus fieles no querían seguirlo, pues todos estaban alarmados con la magnitud de sus planes, así que su hijo Farnaces II, deseoso de negociar con los romanos antes de que su familia lo perdiera todo, se alzó en armas. Se le unieron varias guarniciones y por último, los desertores romanos en el campamento del viejo monarca, quienes le dijeron a Mitrídates VI: «Queremos que tu hijo sea rey; queremos un joven en lugar de un anciano gobernado por eunucos, el asesino de tantos de sus hijos, sus generales y sus amigos». Viéndose acorralado e incapaz de suicidarse con veneno, le pidió a un oficial galo, Bituito o Bitoco, que le quitará la vida y así fue.
Entre tanto, Pompeyo reorganizó el Ponto como una provincia romana.

### Clásicas
De las obras antiguas, los libros son citados con números romanos y capítulos y/o párrafos con indios.
- Apiano. Guerras mitridáticas. Libro XII de Historia romana. Digitalizado por Perseus. Basado en traducción griego antiguo-inglés por Horace White, Londres: MacMillan & Co., 1913.
- Dion Casio. Historia romana. Libro XXXVI. Digitalizado por UChicago. Basado en traducción griego antiguo-inglés por Earnest Cary, Loeb Classical Library, volumen 5, 1917.
- Plutarco. Vida de Pompeyo. Parte de Vidas paralelas. Digitalizado por UChicago. Basada en traducción de latín-inglés por Bernadotte Perrin, volumen II de la Loeb Classical Librery, 1914. En español en
- Tito Livio. Periocas. Versión digitalizada en 2003 por Livius. Basada en The Latin Library corregida con la edición de Paul Jal, Budé-edition, 1984. Traducción latín-inglés por Jona Lendering & Andrew Smith. Es un índice y resumen de una edición del siglo IV de su obra Ab Urbe condita (hoy mayormente perdida).

### Modernas
- Beness, Lea & Tom Hillard (2012). "Rei militaris virtus... orbem terrarum parere huic imperio coegit: The Transformation of Roman Imperium, 146-50 BC". En Dexter Hoyos (editor). A Companion to Roman Imperialism. Leiden: BRILL, pp. 141-154. ISBN 9789004235939.
- Leach, John (2014). Pompey the Great. Dover: Routledge. ISBN 9781317752516.

- Datos: Q2707112